# Lecanora tartarea
Lecanora tartarea sínònim Ochrolechia tartarea, és una espècie de fong liquenitzat que junt amb els altres dos líquens, Roccella tinctoria i Roccella fuciformis es fa servir per fabricar paper de tornassol.